# Scopula divisaria
Scopula divisaria is een vlinder uit de familie spanners (Geometridae). De wetenschappelijke naam is voor het eerst geldig gepubliceerd in 1893 door Christoph.
De soort komt voor in Europa.